# Baitu, Qianjiang
Baitu (kinesiska: 白土) är en socken i sydvästra Kina. Den ligger i stadsdistriktet Qianjiang i storstadsområdet Chongqing, omkring 200 kilometer öster om det centrala stadsdistriktet Yuzhong. Antalet invånare är 5 188. Befolkningen består av 2 456 kvinnor och 2 732 män. Barn under 15 år utgör 22,0 %, vuxna 15-64 år 63 %, och äldre över 65 år 13,0 %.